# Ашкенази, Северин
Северин Ашкенази (англ. Severyn Ashkenazy) (род. 21 февраля 1936 году, Тернополь) — польско-американский предприниматель, отельер и филантроп.

## Ранняя жизнь
Северин Ашкенази родился в 1936 году в городе Тернополь (изначально часть Польши, потом — территория Западной Украины). Его отцом был Изадор Ашкенази — коллекционер произведений искусства.
Во время Второй мировой войны Северин скрывался в подвале особняка в сельской местности. До 1946 года проживал в Тернополе и Кракове. Затем вместе с семьей эмигрировал во Францию.
Северин Ашкенази получил степень бакалавра искусств в области литературы в Парижском университете. В 1957 году переехал в США. Учился в аспирантуре в Калифорнийском университете в Лос-Анджелесе на протяжении четырёх лет, но не смог получить степень.

## Карьера
В 1976 году Северин Ашкенази вместе со своим братом Арнольдом открыл бутик-отель L’Ermitage Beverly Hills в Беверли-Хиллз . В 1989 году братья совместно владели отелями L’Ermitage Beverly Hills, Bel Age и Mondrian. Братья выставляли многие из своих картин в номерах отелей.
Северин Ашкенази стал основателем и почётным председателем Small Luxury Hotels of the World.
До 1994 года он лично управлял своей компанией, занимавшейся строительством, гостиничным бизнесом и продвижением искусства. Часто посещал Польшу.

## Филантропия
Он является основателем ассоциации Beit Warszawa, Heritage and Rebirth, фондов Beit Polska и Beit Warszawa и друзей еврейского[какого?] возрождения[чего?] в Польше.
В 2014 году он выступал с речью перед выпускниками гуманитарных наук Калифорнийского университета в Лос-Анджелесе.

## Личная жизнь
Три сына и дочь Кейгли:
- Старший сын — Северин (Сев) Ашкенази[5];
- Стефан Ашкенази — был женат на казахской светской львице Гоги Ашкенази в 2003—2007 годах[6];
- Эдриан[источник не указан 3425 дней].